# Born of Osiris
Born of Osiris é uma banda da cidade de Chicago, do estado de Illinois, Estados Unidos. Inicialmente dedicados ao gênero deathcore, e no presente nos gêneros metalcore progressivo e djent, na qual faz parte da emergente cena djent como uma das mais renomadas bandas. A banda é conhecida por empregar complexos arranjos musicais em suas músicas.

## Membros

### Membros atuais
- Ronnie Canizaro - vocal
- Lee Mckinney - guitarra
- Joe Buras - teclado
- David Darocha - baixo
- Cameron Losch - bateria

### Ex-membros
- Matt Pantelis - guitarra
- Lee Evans - guitarra
- Jason Richardson - guitarra
- Joel Negus - guitarra
- Dan Laabs - baixo
- Austin Krause - baixo
- Mike Mancebo - teclado
- Joe "Horror" Phillips - guitarra
- Diel "Lordrock" - bateria

## Discografia

### Álbuns de estúdio
- 2009 - A Higher Place
- 2011 - The Discovery
- 2013 - Tomorrow We Die ∆live
- 2015 - Soul Sphere
- 2017 - The Eternal Reign
- 2019 - The Simulation

### EPs
- 2006 - Rosecrance
- 2007 - The New Reign

### Videoclipes
| Ano  | Álbum                 | Música                 | Diretor        |
| ---- | --------------------- | ---------------------- | -------------- |
| 2008 | The New Reign         | Open Arms to Damnation | Ori Kairy      |
| 2010 | A Higher Place        | Now Arise              | David Brodsky  |
| 2011 | The Discovery         | Recreate               | Andrew Pulaski |
| 2012 | The Discovery         | Follow the Signs       | Andrew Pulaski |
| 2013 | Tomorrow We Die Alive | M∆chine                | —              |
| 2013 | Tomorrow We Die Alive | Divergency             | —              |

## Bandas similares
- The HAARP Machine
- The Acacia Strain
- Uneven Structure
- Veil of Maya
- Vildhjarta
- Xerath